# Till dig, Guds lamm, jag går
Till dig, Guds lamm, jag går är en körsång från 1895 med text av Richard Slater och musik av Herbert Booth. 

## Publicerad i
- Frälsningsarméns sångbok 1929 som nr 14 i körsångsdelen under rubriken "Bön".
- Frälsningsarméns sångbok 1968 som nr 66 i körsångsdelen under rubriken "Helgelse".
- Frälsningsarméns sångbok 1990 som nr 787 under rubriken "Frälsning".